# 友邦金融中心 (香港)

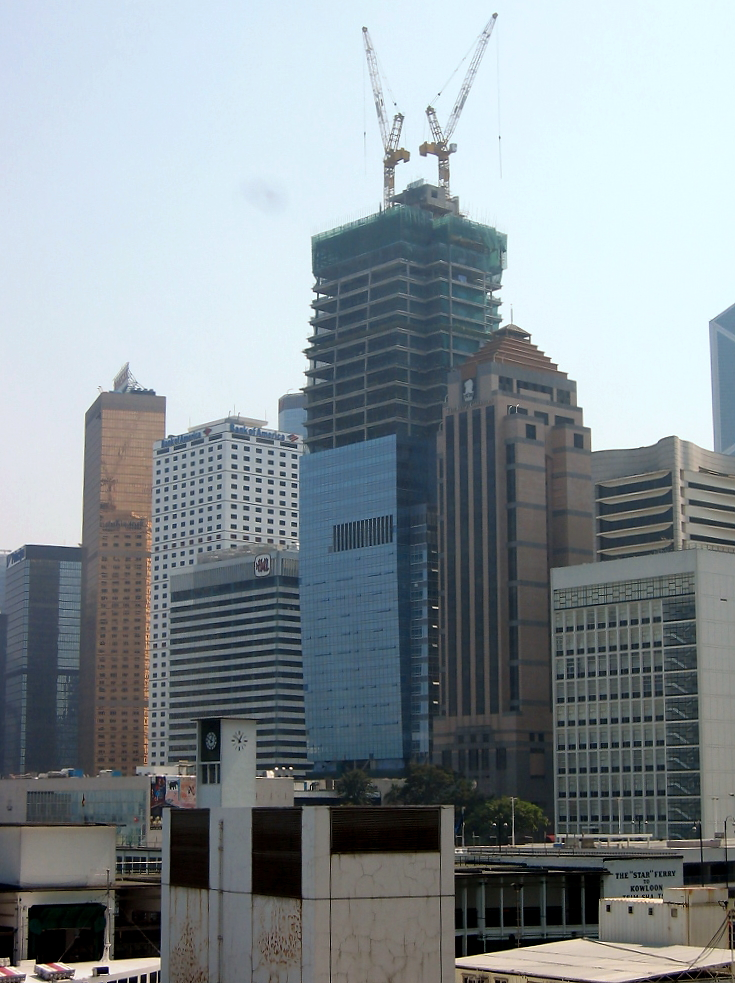
興建中的友邦金融中心（2004年10月）

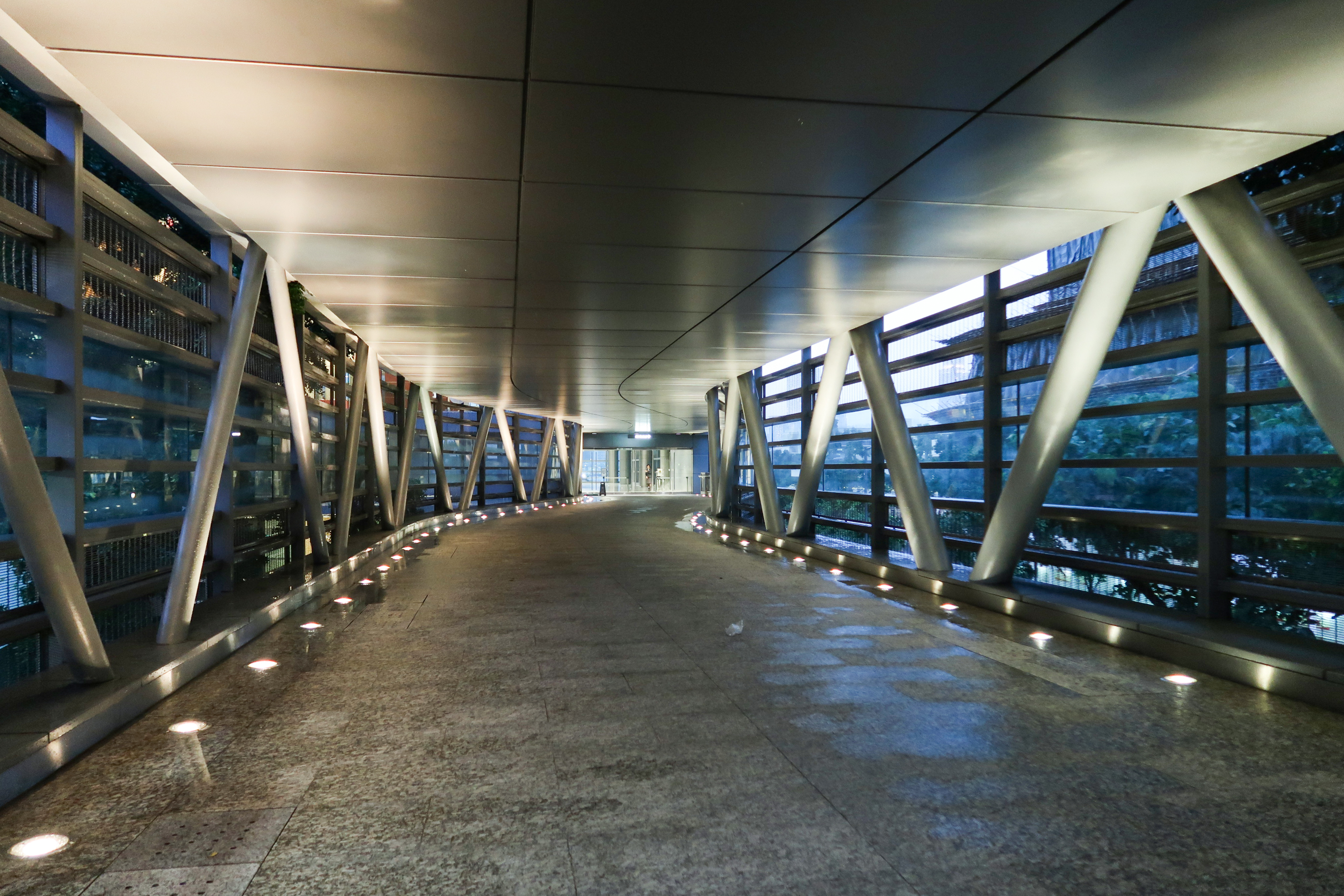
行人天橋

友邦金融中心（英語：AIA Central），前稱美國國際集團大廈，是位於香港中環干諾道中1號的一座甲級商業大廈，前身是富麗華酒店，樓高37層，高度185米，於2005年3月落成，外型像傳統的中國帆船。物業管理為置邦物業管理有限公司。
大廈由SOM建築設計事務所及凱達環球設計，協興建築承建，在2005年根據香港建築環境評估法（新辦公大樓設計），獲評定為優秀級。

## 歷史
大廈原址為富麗華酒店，於2001年12月拆卸，由美國國際集團、嘉德置地及麗新集團的成員公司組成的海峰發展集團有限公司負責興建發展，於2005年3月落成。

## 特色
大廈為幻彩詠香江參與建築之一。大樓東面的支柱設有光纖燈光系統，可顯示多種顏色。頂層裝設LED顯示屏，能播放高解像短片，包括AIA標誌。大廈擁有優雅的大堂，面向維多利亞港，可享壯麗海景，且交通便利，可駕車或乘搭港鐵、電車、巴士及渡輪等多種公共交通工具到達。

## 租戶
- 友邦保險（3335樓）
- 太盟投資集團（15、32樓）
- 美邁斯律師事務所（31樓）
- 興證國際融資有限公司（30樓）
- 雷格斯（虛擬辦公室）（28樓）
- 中能國際控股（27樓）
- 瑞聯銀行（26樓）
- 海納國際集團（23樓）
- 光銀國際資本有限公司（22樓）
- 德普律師事務所（21樓）
- 三井住友信託銀行（20、25樓）
- 麗新集團（19樓）
- Appian Capital Advisory（15樓）
- 中國民生金融控股有限公司（13樓）
- 中國信達（12樓）
- 三菱日聯銀行（6-11樓）

## 名稱變動
2009年7月9日，因友邦不再成為AIG子公司，大廈更名為友邦金融中心，英文名稱由AIG Tower改為AIA Central。

## 業權變動
該大廈的業主是Bayshore Development Group Limited，原是一家由友邦保險（AIA）和麗新集團合資的公司，由友邦保險佔90%，麗新發展佔10%。
2024年4月，麗新製衣（0191）及麗新發展（0488）聯合公布，麗新發展之全資附屬公司與友邦保險（1299）就出售Bayshore Development之10%股權訂立買賣協議。交易完成後，友邦保險將持有Bayshore Development之全部股權。

## 圖集

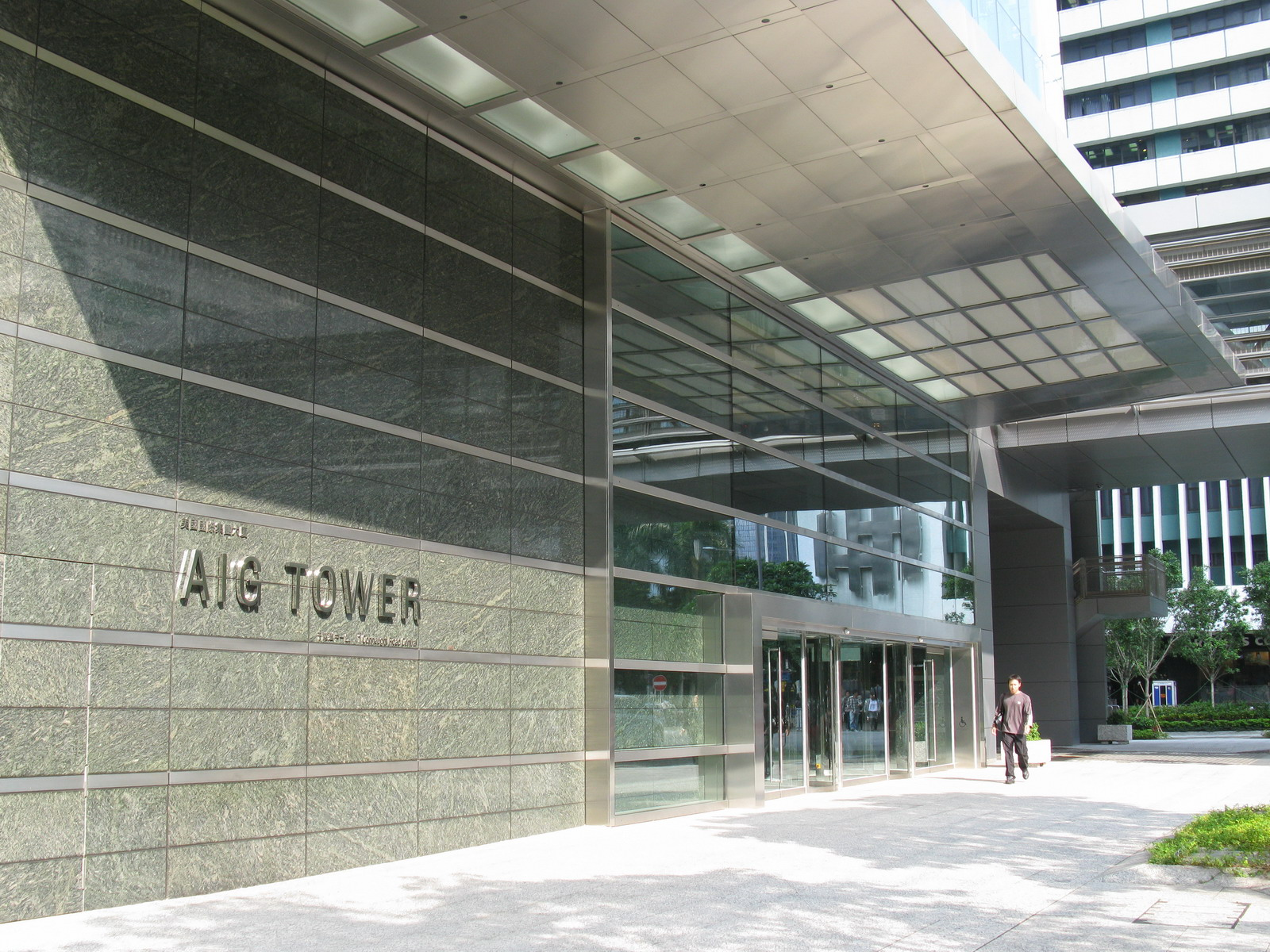
友邦金融中心遮打道入口
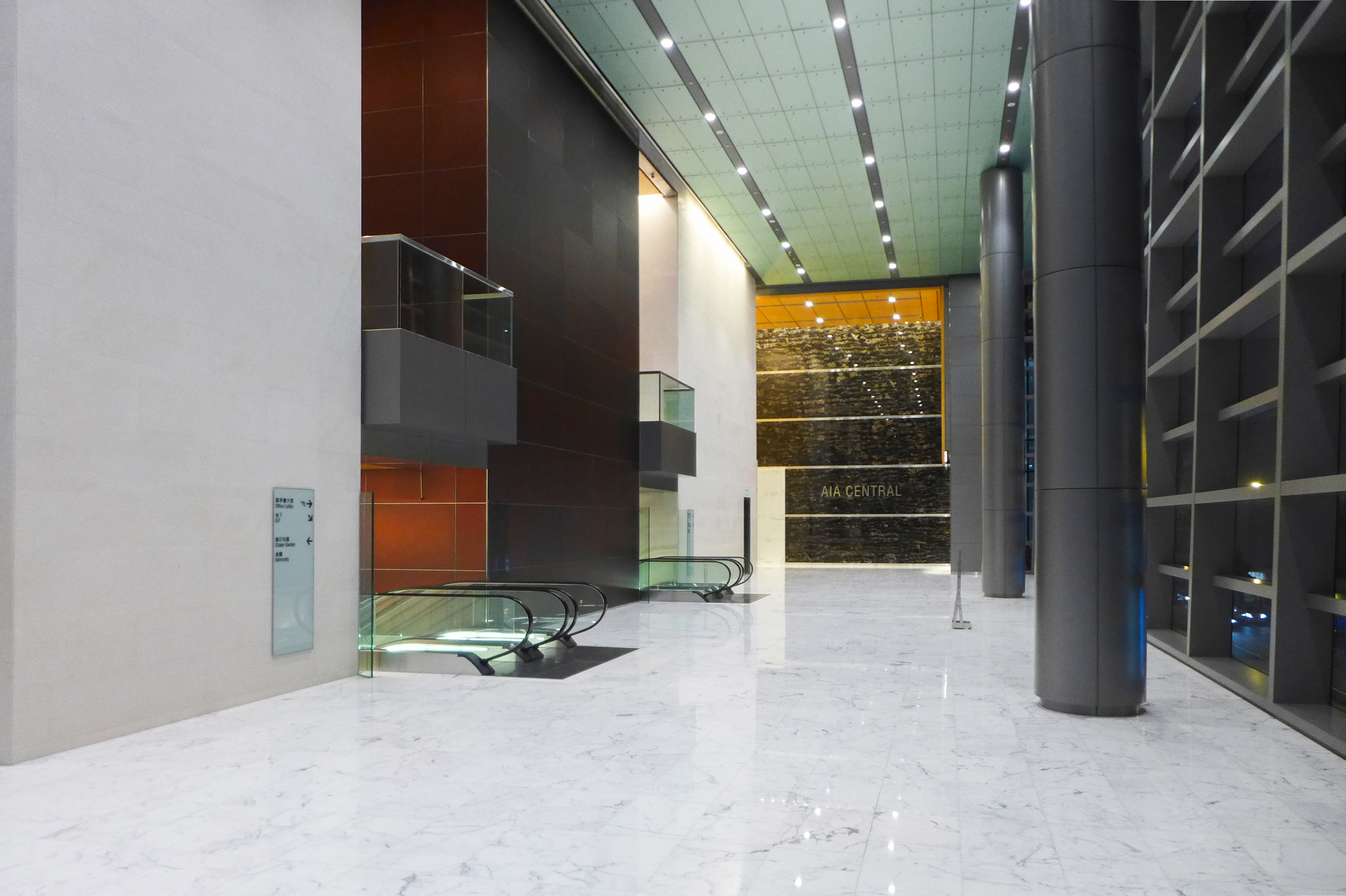
1樓大堂
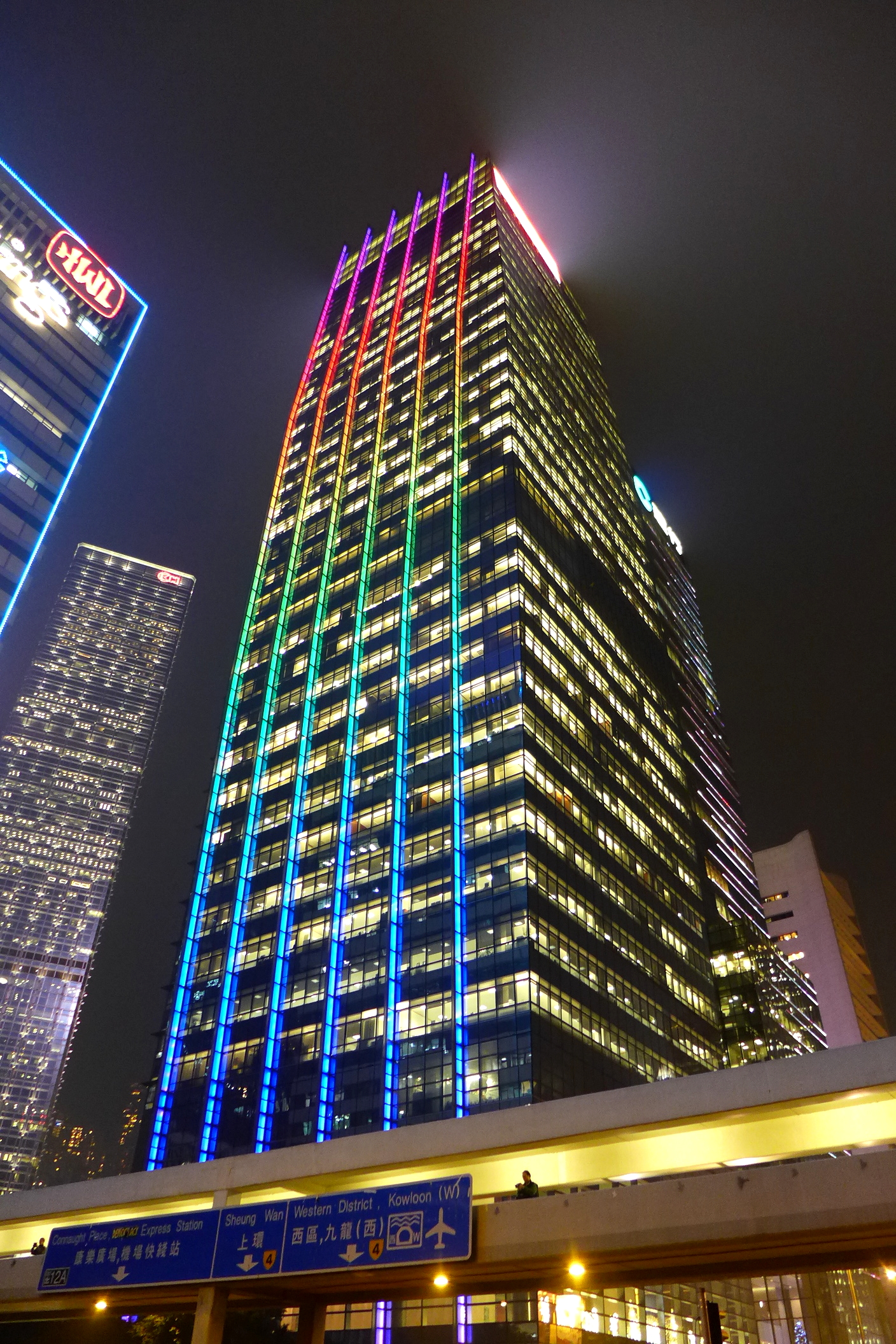
晚上的友邦金融中心
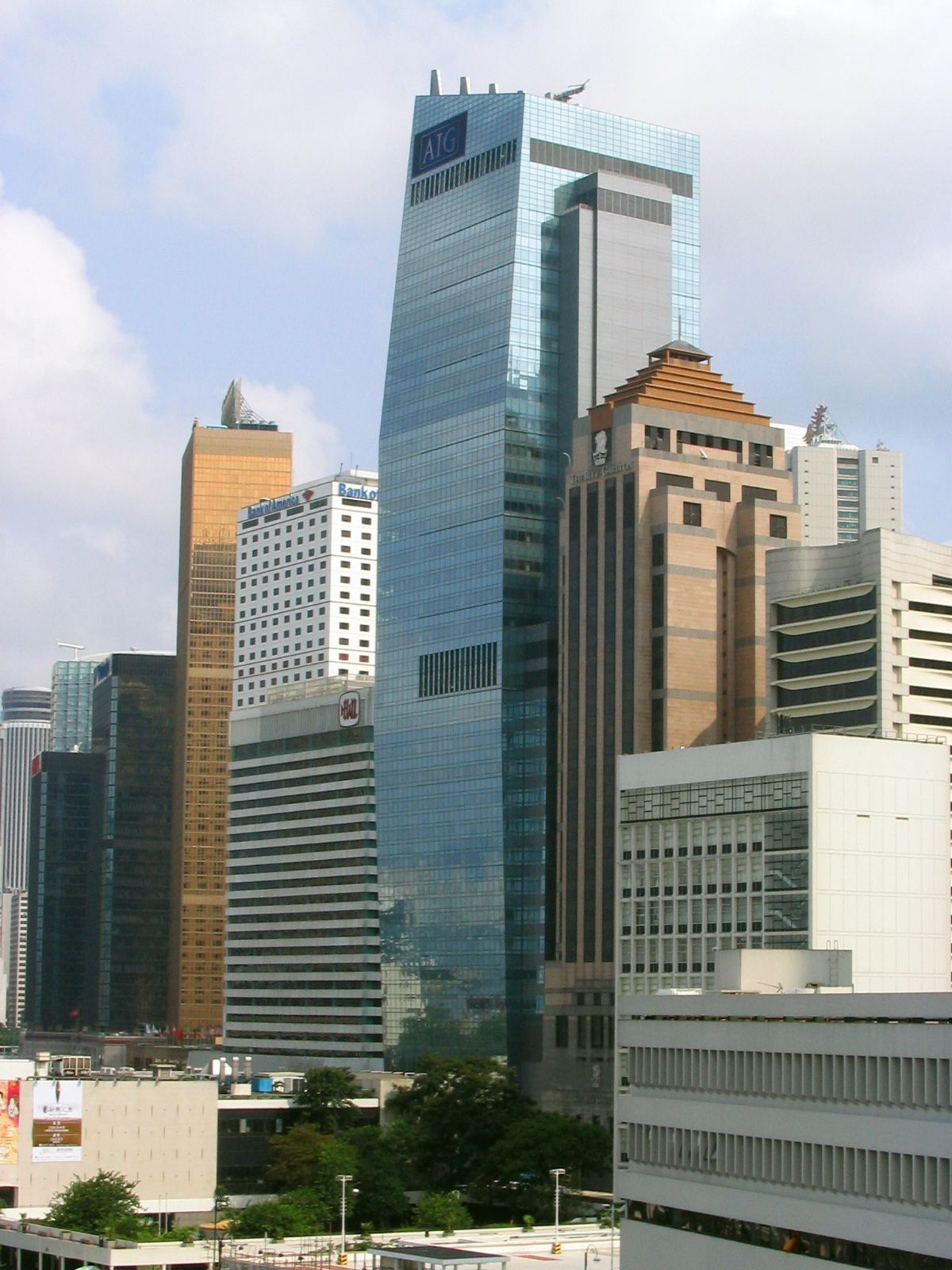
從國際金融中心遠眺友邦金融中心（2007年）

## 參看
- 幻彩詠香江
- 友邦廣場

## 外部連結
- AIA Central（页面存档备份，存于）
- 摩天漢世界介紹
- 在美國國際集團大廈（AIG Tower），2006年10月23日一連5天「AIG和諧樂韻午間音樂會」（免費入場）[永久]，由香港管弦樂團及美國國際集團再次攜手舉行。 （页面存档备份，存于）

22°16′53″N 114°09′43″E / 22.2812649°N 114.1619302°E